# راین استانک
رایِن توماس اِستانِک (زاده ۲۶ ژوئیه ۱۹۹۱) یک بازیکن بیسبال حرفه ای آمریکایی است. او در دانشگاه آرکانزاس تحصیل کرد و در آنجا برای تیم بیسبال آرکانزاس ریزربکز بازی کرد. او توسط ریز در دور اول پیش نویس لیگ برتر بیسبال انتخاب شد. او اولین بازی خود را در لیگ برتر بیسبال در سال ۲۰۱۷ انجام داد. او قبلاً برای تیم های تامپا بی ری، میامی مارلینز و هیوستون آستروس بازی می کرد. استانک قبل از اینکه رایز او را در سال ۲۰۱۹ به مارلینز مبادله کند اغلب به عنوان بازکن (بیس بال) ظاهر میشد.

## حرفه آماتور

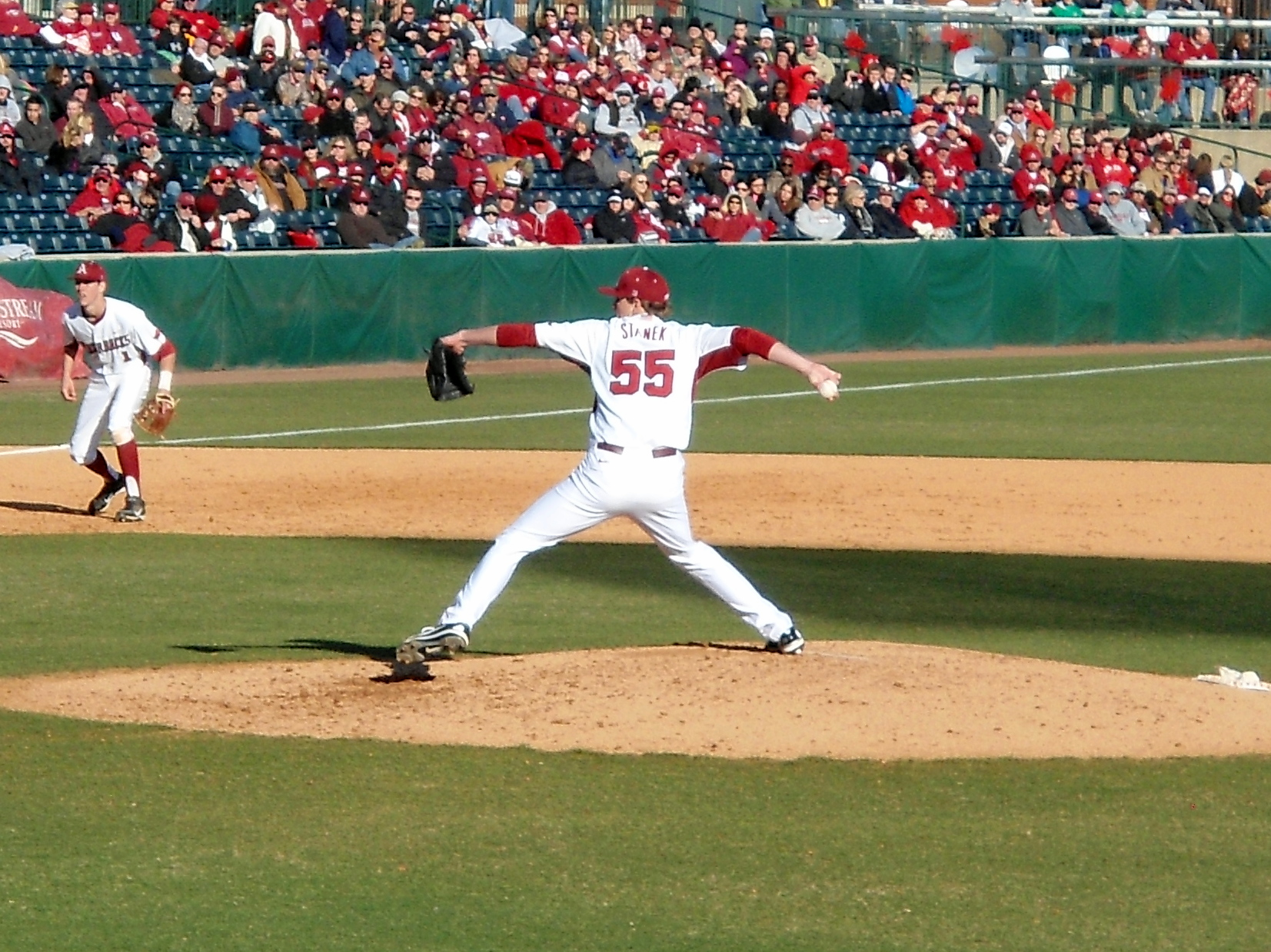
استانک برای آرکانزاس ریزربکز

استانک در دبیرستان بلو ولِی در استیلول، کانزاس تحصیل کرد. به عنوان یک بزرگسال، استانک رکورد برد- باخت ۵–۱، میانگین دویدن ۰٫۷۲ (ERA) و ۷۱ ضربه زدن را ثبت کرد. از دوران دبیرستان، بیس بال آمریکا، استانک را به عنوان چهل و دومین بازیکن موجود در پیش نویس لیگ برتر بیسبال ۲۰۱۰ رتبه بندی کرد. سیاتل مارینرز استانک را در دور سوم، با نود و نهمین انتخاب کلی انتخاب کرد، اما او امضا نکرد.